# Carretera troncal

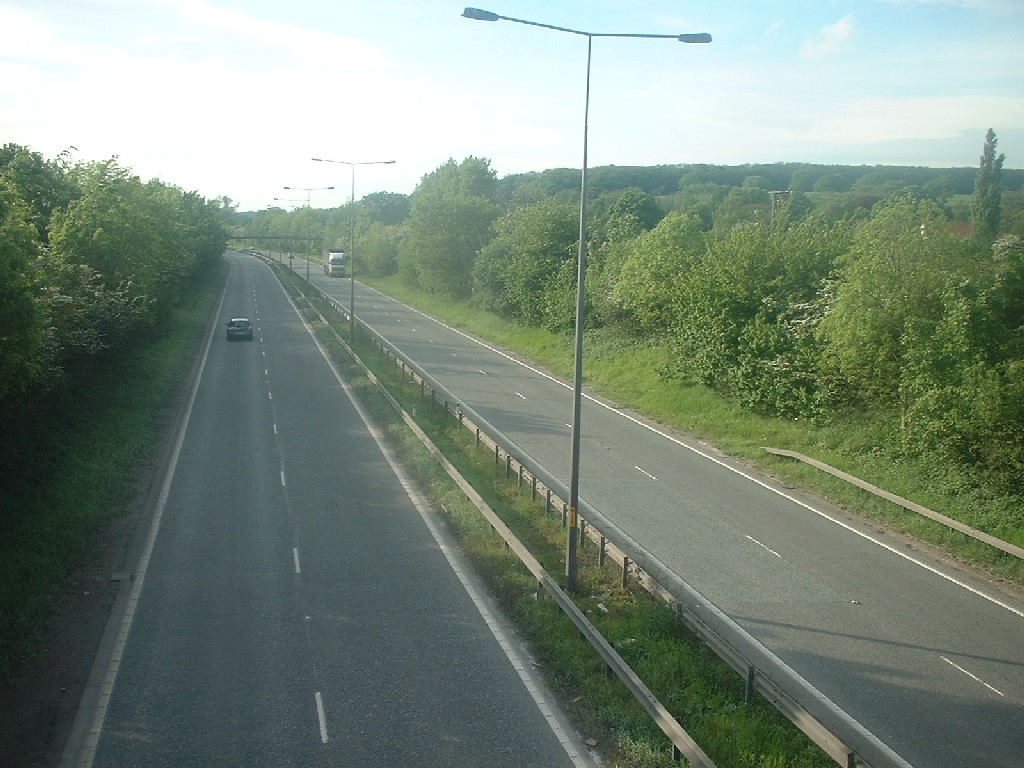
Carretera troncal A63 en el Reino Unido

Las carreteras troncales son vías principales que conectan dos o más ciudades, puertos, aeropuertos u otros lugares importantes, y son la ruta recomendada para trayectos de larga distancia y transporte de carga. En Europa, algunas carreteras troncales tienen calzadas independientes para cada sentido de circulación, y pueden llegar a cumplir con los estándares para autovías. En otros países, sin embargo, no se distinguen o definen las propiedades técnicas de la carretera en sí, siempre y cuando cumpla un criterio de importancia en la interconexión que proporciona.

## Europa

### Alemania
De acuerdo con la ley alemana, tanto las autopistas (mejor conocidas como Autobahnen) como las carreteras federales (o Bundesstraßen) son categorizadas como troncales y se denominan Fernstraßen o Fernverkehrsstraßen (literalmente "carreteras de larga distancia").
Desde el comienzo de la numeración en la República de Weimar, las carreteras de interconexión regional fueron denominadas Fernverkehrsstraßen (algunas veces abreviado como "FVS" en documentos oficiales). En 1934 fue cambiado su nombre a Reichsstraßen, haciendo referencia al Tercer Reich. En la época de la República Democrática Alemana también se usó la denominación Fernverkehrsstraße con la abreviatura "F" para esta clase de carreteras, manteniéndose en su mayor parte la numeración dada en la Alemania Nazi.

Diagrama de una Fernstraße en Alemania bajo las nuevas directivas.

A partir de 18 de junio de 2013, las nuevas pautas para este tipo de carreteras prescriben que deberán ser de tres calzadas en configuración 2:1 y separadas éstas por una línea continua doble, espacio entre las cuales deberá ser de color verde para una mejor delimitación.

### Austria
La ley austriaca no define este tipo de carreteras específicamente. Coloquialmente, sin embargo, el término Fernstraße se usa para referirse a las Autobahnen y carreteras federales (Bundesstraßen).

### Reino Unido
Las carreteras troncales (en inglés trunk roads) fueron definidas formalmente en el Reino Unido en 1936 en el Trunk Roads Act (ley de carreteras troncales). Treinta carreteras con una extensión de 4500 millas (7242 km) fueron clasificadas como tales y el Ministerio de Transporte de ese país asumió control directo sobre ellas y los puentes que las cruzaran. El decreto entró en rigor en Inglaterra y Gales el 1 de abril de 1937, y en Escocia el 16 de mayo de 1937. Irlanda del Norte, por otro lado, ha mantenido siempre un sistema de carreteras y leyes de tránsito propio.
Posteriormente, la ley de carreteras troncales de 1946 añadió carreteras adicionales a la red de troncales. Otras, como casi la mayoría de las autopistas británicas, han entrado al sistema a raíz de obras de construcción. Para 2004, el Reino Unido contaba con 7845 millas (12 625 km) de carreteras troncales, de los cuales 2161 millas (3478 km) eran autovías.
En Inglaterra, las carreteras troncales han sido administradas por la agencia de carreteras Highway Agency desde 1994. Escocia, por su parte, ha tenido el control administrativo de sus carreteras troncales desde 1998 a cargo de la agencia Transport Scotland creada en 2006. El gobierno galés ha administrado sus carreteras troncales desde su creación en 1998.
Incluyendo autopistas, Inglaterra cuenta con una red de carreteras troncales de 4814 millas (7747 km), Escocia con 1982 millas (3190 km) y Gales con 1048 millas (1687 km). La Highway Agency publica un mapa completo Archivado el 17 de agosto de 2012 en Wayback Machine. de troncales y autovías en Inglaterra.

Señalización de rutas primarias (o carreteras "A") en el Reino Unido.

La mayoría de las troncales interurbanas son clasificadas como rutas primarias (carreteras "A"), la clasificación de carreteras recomendada para trayectos de larga distancia y transporte de carga. Sin embargo, no todas las carreteras primarias son troncales; la diferencia radica en que el mantenimiento de las troncales está a cargo del gobierno nacional británico, mientras que el de las vías principales es asumido por los concejos locales de las áreas que atraviesa. Las rutas primarias se señalizan con avisos de fondo verde, texto blanco (si existe) y el número de la ruta en color amarillo. Las carreteras troncales, al igual que otras carreteras "A", pueden o no tener calzadas independientes para cada sentido de circulación. 
Históricamente, las carreteras troncales se representaban en mapas con el número seguido de una "T" en paréntesis para distinguirlas de los trayectos de la misma carretera que no estaban categorizados como troncal. Sin embargo, esta nomenclatura con sufijo ya no es usada en los mapas actuales de Ordnance Survey, los cuales únicamente distinguen entre carreteras "A" primarias y no primarias. Aquellas carreteras troncales que fueron convertidas posteriormente en autovías pueden retener su nomenclatura de carretera "A", añadiéndose una "M" en paréntesis para denotar que la reglamentación para autopistas aplica dentro de ellas. Algunos ejemplos de este fenómeno son las autovías A1(M) en Inglaterra, y A74(M) y A74(M) en Esocia.

### Irlanda
La mayoría de las carreteras principales en Irlanda estaban clasificadas en un sistema antiguo como troncales y tenían numerales con prefijo "T". Las carreteras conectoras (en inglés link roads) utilizaban el prefijo "L". Muchas de estas carreteras surgieron de rutas históricas con peajes (o turnpikes).
Irlanda ha adoptado un nuevo esquema de clasificación de carreteras primarias y rutas nacionales secundarias (carreteras "N"), carreteras regionales (carreteras "R") y carreteras locales (carreteras con prefijo "L"), aun cuando algunas señales todavía utilizan la nomenclatura antigua. Las carreteras locales no estaban señalizadas anteriormente, pero en la actualidad aún éstas tienen su número señalizado en varias regiones del país.
La actual clasificación de carreteras "L" no está relacionada con la anterior clasificación para carreteras conectoras (link roads).

### Suecia

Sistema de troncales nacionales en el sur de Suecia (en el norte del país, solo las rutas Europeas son troncales).

Las carreteras de mayor importancia en Suecia se denominan carreteras troncales nacionales. El parlamento de ese país decidió en 1992 aquellas carreteras que se convertirían en troncales. Estas son las carreteras recomendadas para largas distancias.
A diferencia de las demás carreteras y caminos, cuya planeación se lleva a cabo a nivel local, las troncales nacionales se planean a nivel nacional. También cuentan con un presupuesto algo mayor. Sin embargo, no son señalizadas de manera particualr, de tal forma que no existe diferencia en señalización, numeración, características técnicas o demarcaciones en mapas que las diferencien de las demás carreteras nacionales. Algunas carreteras nacionales solo son troncales en algunos segmentos, mas no en su totalidad. Las Carreteras Nacionales 73 y 75 cumplen los estándares de autopistas y tienen un volumen de tráfico alto, pero no son catalogadas como troncales. Las carreteras europeas siempre son troncales en Suecia y tienen una numeración especial.

### Suiza
En Suiza no existe una definición legal para este tipo de carreteras. La red de carreteras nacionales (Nationalstrassen) está destinada para el tráfico de larga distancia.

## América

### Colombia
La Resolución N.º 339 del 26 de febrero de 1999 del Ministerio de Transporte define las troncales como carreteras pertenecientes a la red vial primaria que inician su recorrido en las fronteras internacionales y terminan en los puertos del Mar Caribe o en fronteras internacionales, es decir, cuyo recorrido es en sentido norte-sur; se les asigna un identificador numérico impar. Las transversales, por el contrario, tienen un recorrido en sentido este-oeste y se identifican con números pares.

### Ecuador
Una vía primaria es considerada troncal si tiene dirección norte-sur. El numeral de las troncales es de dos dígitos (excepto la Troncal Insular) e impar. Se numeran incrementalmente de oeste a este.

### Estados Unidos
Aunque el término no se usa comúnmente en inglés estadounidense, la Red de Carreteras Federales y el Sistema Interestatal de Autopistas podrían considerarse como troncales. Los estados de Míchigan, Minnesota y Wisconsin designan sus carreteras estatales como "troncales estatales" (state trunklines o state trunk highways). Si bien el sistema como tal y muchas de las carreteras pertenecientes a él pueden concebirse como troncales, no todas las carreteras federales o estatales son troncales ni cumplen necesariamente con los estándares prescritos para este tipo de carreteras en otros países de Europa. Algunas, especialmente en áreas rurales, son simples carreteras de doble vía.

## Asia

### China
China ha comenzado el desarrollo de su Sistema Nacional de Carreteras Troncales (National Trunk Highway System), el cual creará varias carreteras norte-sur, este-oeste, y radiales a la capital, Beijing.